# 1092
| [ Edytuj tabelę ]          |                                                                         |
| Książę Polski              | - 1079 Władysław I Herman 1102                                          |
| Król Angkoru               | - 1080 Dżajawarman VI 1107                                              |
| Król Anglii                | - 1087 Wilhelm II Rudy 1100                                             |
| Król Aragonii i Nawarry    | - 1063 Sancho Ramírez 1094                                              |
| Hrabia Barcelony           | - 1076 Berengar Rajmund II 1097 - 1082 Rajmund Berengar III Wielki 1131 |
| Książę Bawarii             | - 1077 Henryk VIII 1096                                                 |
| Książę Burgundii           | - 1079 Odo I 1102                                                       |
| Cesarz Bizancjum           | - 1081 Aleksy I Komnen 1118                                             |
| Cesarz Chin                | - 1085 Song Zhezong 1100                                                |
| Książę Czech               | - 1061 Wratysław II 1092 - 1092 Konrad I 1092 - 1092 Brzetysław II 1100 |
| Król Danii                 | - 1086 Olaf I Głód 1095                                                 |
| Władca Egiptu              | - 1036 Al-Mustansir 1094                                                |
| Król Francji               | - 1060 Filip I 1108                                                     |
| Król Gruzji                | - 1089 Dawid IV Budowniczy 1125                                         |
| Hrabia Holandii            | - 1091 Floris II Gruby 1121                                             |
| Cesarz Japonii             | - 1086 Horikawa 1107                                                    |
| Kalif                      | - 1075 Al-Muktadi 1094                                                  |
| Król Kastylii              | - 1072 Alfons VI 1109                                                   |
| Wielki książę Kijowa       | - 1078 Wsiewołod I 1093                                                 |
| Patriarcha Konstantynopola | - 1084 Mikołaj III Gramatyk 1111                                        |
| Władca Korei               | - 1083 Sŏnjong 1094                                                     |
| Władca Maroka              | - 1070 Jusuf ibn Taszfin 1106                                           |
| Król Norwegii              | - 1066 Olaf III Pokojowy 1093                                           |
| Książę Obodrzyców          | - 1066 Krut 1093                                                        |
| Hrabia Palatynatu          | - 1085 Henryk II z Laach 1095                                           |
| Papież                     | - 1084 Klemens III (antypapież) 1100 - 1088 Urban II 1099               |
| Sułtan Rumu                | - 1092 Kilidż Arslan I 1107                                             |
| Cesarz rzymski (niemiecki) | - 1084 Henryk IV 1105                                                   |
| Książę Saksonii            | - 1072 Magnus 1106                                                      |
| Sułtan Seldżuków           | - 1072 Malikszah I 1092 - 1092 Mahmud I 1094 - 1092 Barkijaruk 1104     |
| Król Szkocji               | - 1058 Malcolm III 1093                                                 |
| Król Szwecji               | - 1083 Inge I Starszy 1110                                              |
| Doża Wenecji               | - 1084 Vitale Faliero 1096                                              |
| Król Węgier                | - 1077 Władysław I Święty 1095                                          |

Rok 1092 / MXCII
stulecia: X wiek ~
XI wiek ~
XII wiek

lata: 1082 «
1087 «
1088 «
1089 «
1090 «
1091 «
1092
» 1093
» 1094
» 1095
» 1096
» 1097
» 1102

## Wydarzenia na świecie
- 9 maja – poświęcono katedrę w Lincoln.
- 14 sierpnia – Brzetysław II został księciem Czech.
- Miała miejsce bitwa między wojskami Matyldy toskańskiej a armią cesarza Henryka IV pod Canossą.

## Zmarli
- 14 stycznia – Wratysław II, książę i pierwszy król Czech, tytularny król Polski (ur. po 1032)
- 6 września – Konrad I, książę Czech (ur. ok. 1035)
- data dzienna nieznana:
  - Ruryk Rościsławicz, książę przemyski